# Денисенко, Артём Валерьевич
Артём Валерьевич Денисенко — российский воздухоплаватель, четырехкратный Чемпион России по воздухоплавательному спорту, пилот воздухоплавательного клуба "Аэронавт".

## Спортивная карьера
Артём Денисенко стал пилотом в 2007. 
В 2009 начал первые выступления в спортивных соревнованиях. В 2013 впервые поднялся на пьедестал всероссийских соревнований, выиграв Чемпионат страны по воздухоплавательному спорту, проходивший в Туле. Спустя год вновь одержал победу в главном старте сезона. Он проходил в рамках международной Встречи воздухоплавателей в Великих Луках, общий зачет которой также возглавил Денисенко. 
Чемпионат России 2016 проводился в экспериментальном формате двухэтапного соревнования. 1-й этап Денисенко завершил на втором месте, уступив Сергею Баженову в Великих Луках. В Кунгуре же отыграл отставание и завоевал золото.
Является лидером по количеству побед в Чемпионатах России за всю историю, выиграв четыре титула.
На Чемпионате мира 2014 в Бразилии стал седьмым.

## Спортивные достижения

### Рекорды в личном зачете среди российских пилотов
(по состоянию на 15 февраля 2025)
- 1-й и единственный пилот по количеству побед в Чемпионате России — 4
- 3-й пилот по количеству побед в Чемпионате России подряд  — 2 (наряду с Алексеем Медведским и Дмитрием Жоховым)
- 1-й и единственный пилот, одержавший победу на Чемпионате России в разных городах — 3
- 2-й пилот по количеству побед на международных Встречах воздухоплавателей в Великих Луках — 2 (наряду с Сергеем Белорусовым, Сергеем Виноградовым, Алексеем Медведским, Дмитрием Жоховым)
- 1-й и единственный пилот, одержавший победу на Чемпионате России, проходившем в два этапа — 1 (2016)